# Елсі Увамахоро
Елсі Увамахоро (23 жовтня 1988) — бурундійська плавчиня.
Учасниця Олімпійських Ігор 2008, 2012, 2016 років.